# Tiocetonă

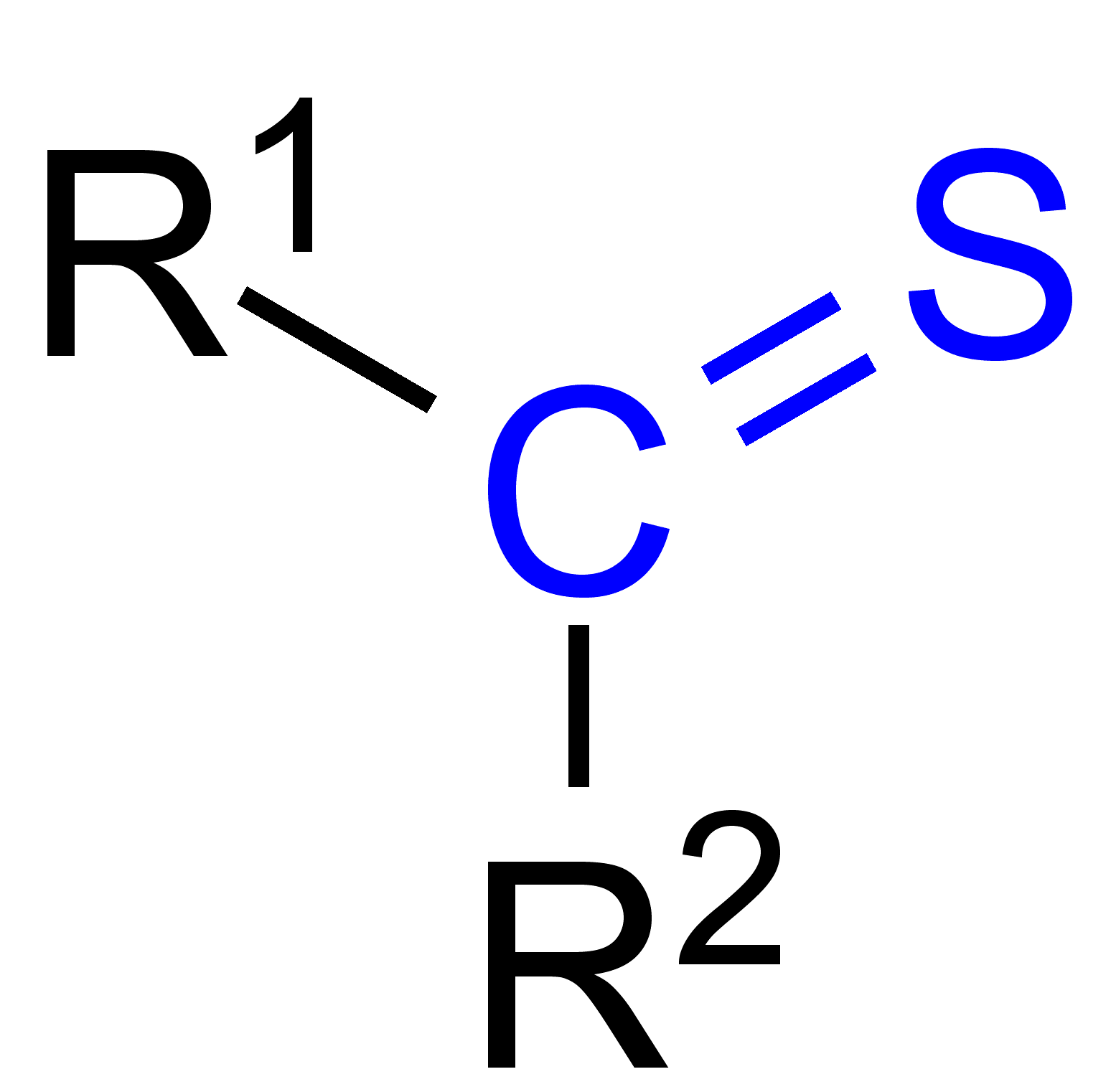
Structura generală a unei tione.

O tionă sau tiocetonă este o grupă funcțională ce conține sulf, similară structural cu o cetonă, și are formula generală R2C=S (atomul de oxigen al carbonilului este înlocuit de un atom de sulf).